# Hydrophylax chalconotus
Hydrophylax chalconotus là một loài ếch trong họ Ranidae.
Nó là loài đặc hữu của Indonesia.
Các môi trường sống tự nhiên của chúng là các khu rừng ẩm ướt đất thấp nhiệt đới hoặc cận nhiệt đới, sông, sông có nước theo mùa, đầm nước ngọt, đầm nước ngọt có nước theo mùa, các đồn điền, vườn nông thôn, đất có tưới tiêu, và đất nông nghiệp có lụt theo mùa.